# Портрет Александра Алексеевича Тучкова
«Портрет Александра Алексеевича Тучкова» — картина Джорджа Доу и его мастерской из Военной галереи Зимнего дворца.
Картина представляет собой погрудный портрет генерал-майора Александра Алексеевича Тучкова из состава Военной галереи Зимнего дворца.
К началу Отечественной войны 1812 года генерал-майор Тучков был шефом Ревельского пехотного полка, был в сражениях под Витебском, Смоленском и Валутиной горой. Во время Бородинского сражения возглавил контратаку Ревельского полка у Семёновских флешей и был убит.
Изображён в генеральском мундире, введённом для пехотных генералов 7 мая 1817 года (из-за гибели при Бородино Тучков такой мундир носить не мог и должен быть изображён в общегенеральском мундире образца 1808 года с двумя рядами пуговиц), на плечи наброшена шинель. На шее кресты орденов Св. Владимира 3-й степени и Св. Анны 2-й степени с алмазами; справа на груди крест ордена Св. Георгия 4-го класса и серебряная медаль «В память Отечественной войны 1812 года» на Андреевской ленте (эту медаль из-за гибели в 1812 году Тучков получить не успел). Слева внизу на фоне трудноразличимая подпись художника: G. Dawe pinxit. Подпись на раме: А. А. Тучковъ 4й, Генералъ Маiоръ.
7 августа 1820 года Комитетом Главного штаба по аттестации Тучков был включён в список «генералов, заслуживающих быть написанными в галерею» и 3 июля 1821 года император Александр I приказал написать его портрет. Поскольку Тучков погиб в 1812 году, то были предприняты меры по розыску портрета-прототипа для снятия копии, который был найден у родственников Тучкова. Этим прототипом был портрет работы А. Г. Варнека (1813 год), его современное местонахождение не установлено (по одной из версий, он находится в собрании Государственного Бородинского военно-исторического музея-заповедника (холст, масло; 67 х 54 см; инвентарный № Ж-114)), а известен он по двум копиям работы неизвестных художников. Одна копия, начала XX века, хранится в музее-панораме «Бородинская битва» (холст, масло; 34 × 29,5 см; инвентарный № Ж-92); здесь Тучков изображён в двубортном мундире старого образца и без памятной медали 1812 года. Другая копия, середины XIX века, находится в собрании Государственного исторического музея (холст, масло; 42 × 33 см; инвентарный № И I 265)
Гонорар Доу был выплачен 25 апреля и 31 июля 1823 года. Готовый портрет поступил в Эрмитаж 7 сентября 1825 года.

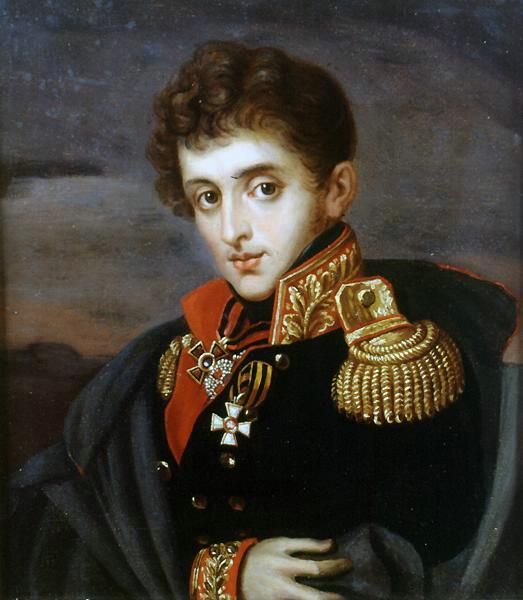
Копия с оригинала А. Г. Варнека, Бородинская панорама. Тучков изображён в старом мундире образца 1808 года.
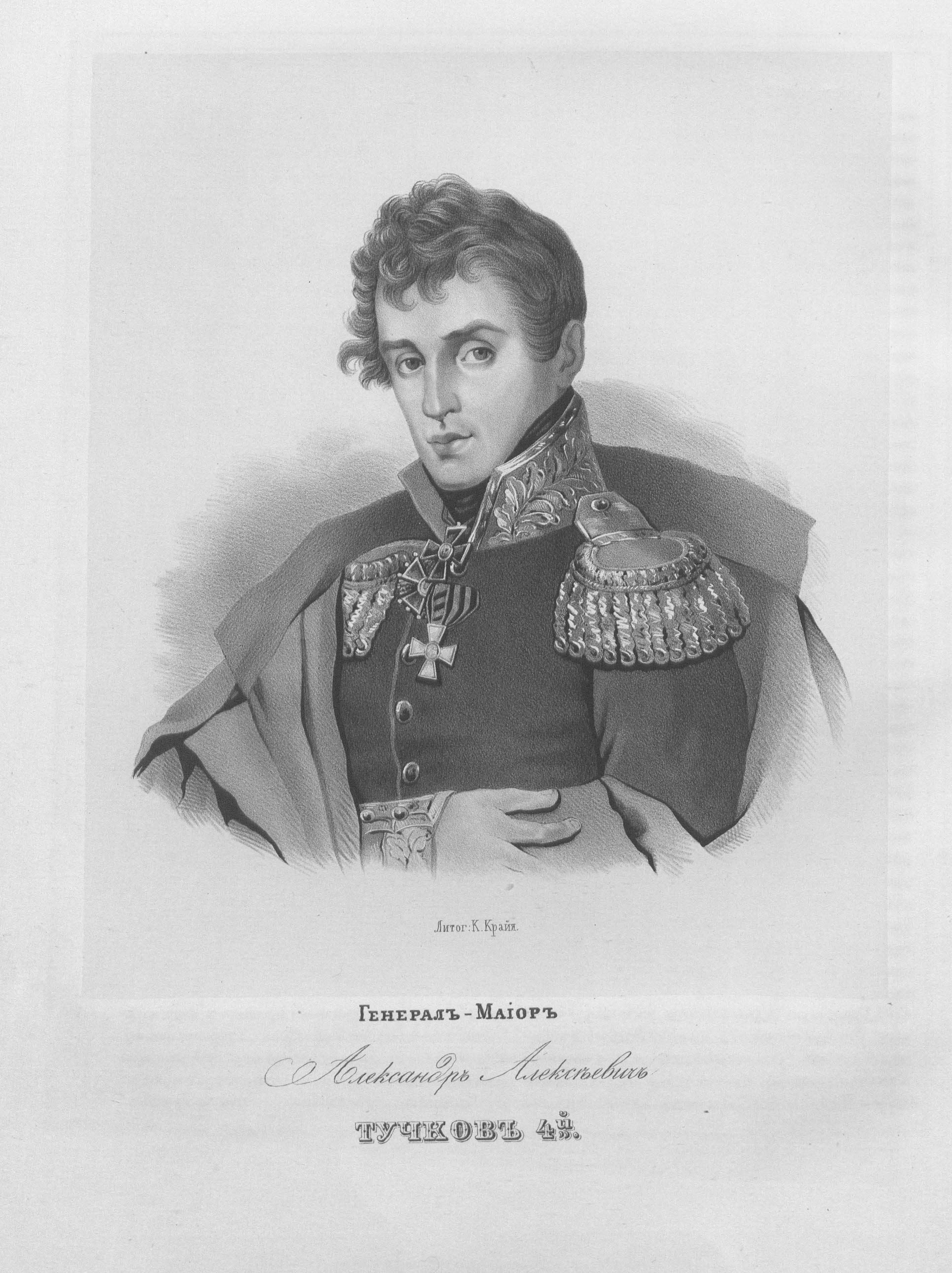
Литография мастерской К. Крайя с галерейного портрета. На изображении отсутствует памятная медаль 1812 года.

В 1848 году в мастерской К. Края по рисунку с галерейного портрета была сделана литография, опубликованная в книге «Император Александр I и его сподвижники» и впоследствии неоднократно репродуцированная. В части тиража была использована подписная литография по рисунку И. А. Клюквина, отличающаяся незначительными деталями. На обеих вариантах литографии у Тучкова отсутствует памятная медаль 1812 года.

Литературовед Вадим Баевский предполагает, что именно копия с картины Джорджа Доу упоминается в стихотворении Марины Цветаевой «Генералам двенадцатого года»: 
<…>Ах, на гравюре полустёртой,

В один великолепный миг,

Я встретила, Тучков-четвёртый,

Ваш нежный лик,

И вашу хрупкую фигуру,

И золотые ордена…

И я, поцеловав гравюру,

Не знала сна.<…>